# József Rusznyák
József Rusznyák (ur. 6 stycznia 1947 w Sárospatak) – węgierski zapaśnik walczący w stylu wolnym. Dwukrotny olimpijczyk. Dziesiąty w Meksyku 1968 i ósmy w Monachium 1972. Walczył w kategorii 63 – 68 kg.
Wicemistrz Europy w 1970; czwarty w 1968, 1972 i 1974 roku.
- Turniej w Meksyku 1968 –  63 kg styl klasyczny

Przegrał z Jamesem Hazewinkelem z USA i Sretenem Damjanovićem z Jugosławii.
- Turniej w Meksyku 1968 – 63 kg styl wolny

Wygrał z Patem Bolgerem z Kanady i Johnem McCourtneym z Wielkiej Brytanii, a przegrał z Enju Todorowem  z Bułgarii i Ismailem Al-Karaghoulim z Iraku.
- Turniej w Monachium 1972 – 68 kg styl wolny

Pokonał Eliezera Chalfina z Izraela, a przegrał z Cedendambynem Nacagdordżem z Mongolii i Ali Şahinem z Turcji.